# Koireng
Koireng (Koren) /od kolren, istočni ljudi; kol= istok + ren = ljudi/, maleno pleme iz iz skupine Kuki-Čin naseljeno u sjeveroistočnoj Indiji u Manipuru. distrikt Senapati. Prema vjerovanju njihovo porijeklo je iz pećine ‘khur’, po čemu su prozvani imenom Khurmi. Koireng su agrikulturno društvo koje svojim poljoprivrednim proizvodima trguje sa susjednim narodom Meithei. Žena ima visok položaj. Najvažnija svečanost je trodnevni Kangrai Mindai koja se održava u mjesecu phurpa (svibanj-lipanj). Prije pojave kršćanstva vrhovno božanstvo bio je Pathian. Populacija im iznosi 1,056 (2001).

## Vanjske poveznice
- Koireng Tribe